# Marcilloles
Marcilloles é uma comuna francesa na região administrativa de Auvérnia-Ródano-Alpes, no departamento de Isère. Estende-se por uma área de 9,5 km². Em 2010 a comuna tinha 1 160 habitantes (densidade: 122,1 hab./km²).